# Pirogov (film)
Pour le personnage historique, voir Nikolaï Pirogov.

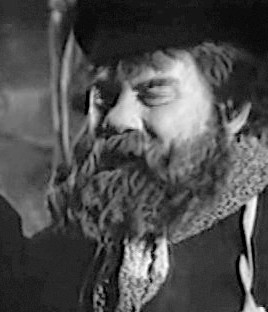
Yuri Tolubeyev en boucher dans Pirogov

Pirogov (en russe : Пирогов) est un film soviétique de 1947 réalisé par Grigori Kozintsev.

## Synopsis
Le film est basé sur la vie du scientifique, chirurgien et anatomiste russe Nikolaï Ivanovich Pirogov (1810-1881).

## Fiche technique
- Réalisation : Grigori Kozintsev
- Scénario : Iouri Guerman
- Images : Andreï Moskvine, Anatoli Nazarov
- Décors : Evgueni Enei
- Musique : Dmitri Chostakovitch
- Production : Lenfilm
- Pays de production : URSS
- Durée : 92 minutes
- Format : Noir et blanc
- Dates de sortie : 
  - URSS : 10 décembre 1947

## Distribution
- Konstantin Skorobogatov : Pirogov
- Vladimir Tchestnokov : Ipatov
- Sergei Yarov : Skoulachenko
- Alekseï Dikiy : Pavel Nakhimov
- Olga Lebzak : Bakoulina
- Nikolaï Tcherkassov : l'agriculteur Ljadov
- Andrei Kostrichkin
- Tatiana Piletskaia : Dasha de Sébastopol
- Andreï Kostritchkine